# 5-я армия (Российская империя)
5-я армия (5-я полевая армия) — общевойсковое оперативное формирование (объединение, полевая армия), соединений, частей Русской императорской армии, ВС России, во время Первой мировой войны.
Сокращённое наименование, в рабочих документах — 5 А, 5 ПА.  Сформировывалась два раза.

## Состав

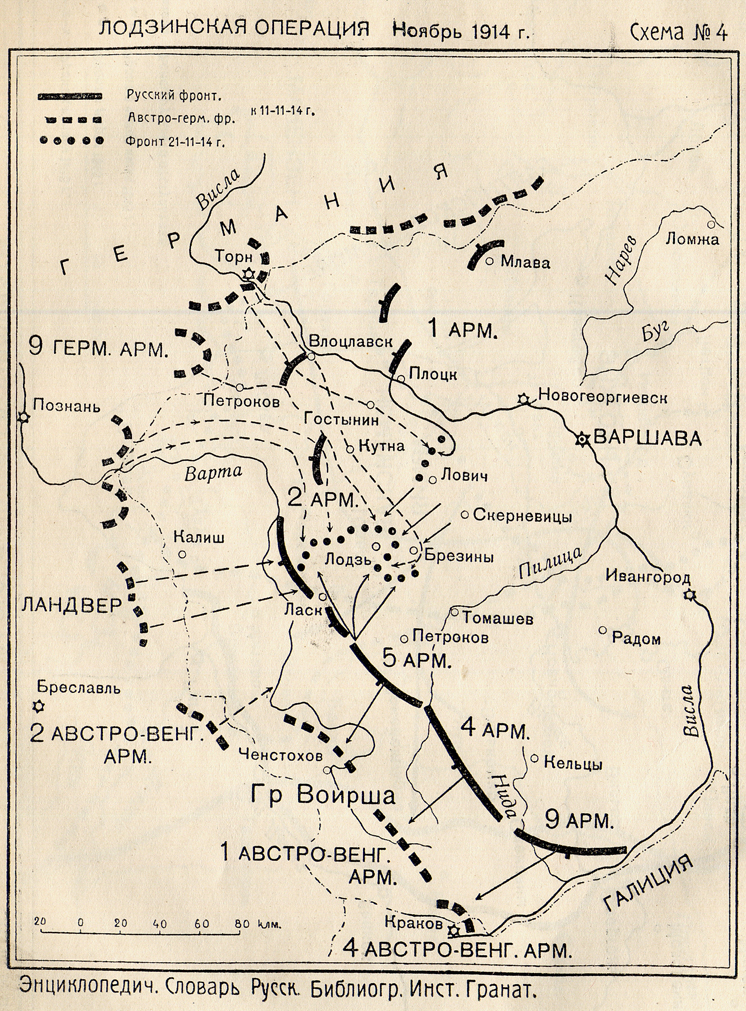
Дислокация 5-й армии во время Лодзинской операции осени 1914 года

Полевое управление (штаб 5 А) образовано в июле 1914 года при штабе Московского военного округа. На конец 1917 года штаб армии располагался в Двинске. Ликвидирован в начале 1918 года.
Состав армии в июле 1914 года:
- 25-й армейский корпус
- 19-й армейский корпус
- 5-й армейский корпус
- 17-й армейский корпус

К 5 августа 1914 года 5-я армия находилась в составе Юго-Западного фронта.
В июне 1915 года в связи с угрозой германского наступления на города Митава, Вильно, из соединений и частей находящихся в Риго — Шавельском районе, сформирована 5-я армия (второго формирования), а соединения и части 5-й армии (первого формирования) переданы во 2-ю армию.

… приказываю сформировать из них при каждой роте особые команды бомбометателей (тем более что) … безоружных … по недостатку винтовок имеется достаточное число в каждой дивизии … (В них) избирать людей смелых и энергичных, вооружить каждого десятью гранатами, удобно повешенными на поясе, и топорами произвольного образца, а также снабдить каждого лопатой, по возможности большой, и ручными ножницами для резки проволоки.— Приказ по 5-й армии № 231, от 4 октября 1915 года.
На конец 1917 года армия имела в своём составе:
- XIV армейский корпус
- XVII армейский корпус
- XIX армейский корпус
- XXVII армейский корпус
- XXXVII армейский корпус
- XLV армейский корпус
- I кавалерийский корпус

## В составе
Первое формирование:
- Юго-Западного фронта (июль — сент. 1914)
- Северо-Западного фронта (сент. 1914 — июнь 1915)

Второе формирование:
- Северо-Западного фронта (июнь — авг. 1915)
- Северного фронта (авг. 1915 — начало 1918)

## Боевые действия

### 5-я армия в сражениях 1914 г.
Сосредоточение 5-й русской армии в составе V, XVII, XXV и  XIX корпусов происходило на линии Холм - Ковель .  Ставилась задача, взаимодействуя с 4-й русской армией, с линии Грабовец - Хрубешув - Владимир-Волынский наступать на фронт Мосцинска (или Краковец) - Львов.
Армия - активная участница Галицийской битвы. Благодаря действиям командующего генерала от кавалерии П. А. Плеве, удалось переломить ход боевых событий на северном фланге Галицийской битвы.
Согласно разведанным ( см. «План войны» России в Первой мировой войне ), которые были верными до лета 1914 года, сосредоточение австро-венгерских армий должно было производиться в восточной Галиции - к востоку от реки Сан, имея «своим географическим центром Львов».  Однако, начальник австро-венгерско Генерального штаба генерал Конрад фон Гетцендорф, зная об утечки информации в пользу врага, «в последнюю минуту» переделал весь план развертывания : сосредоточение главных австро-венгерских армий в срочном порядке началось в западной Галиции, на реке Сан, между рекой Вислой и крепостью Перемышль. Русское командование, не зная изменения развертывания, считало данные разведки незыблемыми.
10/23 августа правофланговая 4-я русская армия генерала Зальца и 5-й русская армия генерала Плеве, перешли в наступление. Внезапно превосходящие силы австро-венгерских войск атаковали русские войска : 1 австро-венгерская армия шла уступом впереди 4-й австро-венгерской армии  . Возвышенный рубеж господствовал над лесисто-болотистой полосой «Таневских лесов». Австрийский генерал Конрад отлично понимал важность «Здеховицко pl:Zdziechowice Drugie -Закликовской» позиции. Завязался встречный бой. Выяснилось, что на «стороне противника развертываются очень крупные силы». К 11/24 августа австро-венгерские войска превосходящими силами теснили правофланговый XIV русский корпус армии Зальца и угрожали правому флангу 4-й русской армии не только охватом , но и обходом. Командующий армией барон Зальца вынужден был обратиться к командующему 5-й русской армии ( соседу слева ), с просьбой прислать подкрепление ввиду критического положения . С рассветом 12/25 августа генерал Плеве двинул к Люблину одну бригаду XXV корпуса.
Начальник штаба Юго-Западного фронта генерал Алексеев для нанесения удара во фланг и тыл неприятеля приказал 5-й армии приостановить наступление и корпусными уступами развернуться на 90 градусов на запад против правого фланга австро-венгерских войск, связанных на фронте 4-й русской армией.  Резкий маневр выводил 5-ю русскую армию во фланг 4-й австро-венгерской армии генерала Ауффенберга , наступавшей в северном направлении уступом за правым флангом 1-й австро-венгерской армии. 15/28 августа правый фланг генерала Ауффенберга был атакован V корпусом 5-й русской армии. В результате была полностью уничтожена 15-я австро-венгерская пехотная дивизия ( 4000 солдат и 100 офицеров пленено, несколько тысяч убиты и ранены). В тот же день XVII корпус 5 -й русской армии, «наступавший южнее V -го корпуса  и шедший на левом фланге армии генерала Плеве, был неожиданно атакован группой  эрцгерцога Иосифа Фердинанда (XIV корпус 3-й австро-венгерской армии), пропущенной правым флангом армии генерала Рузского»  . Для предотвращения атаки левофлангового  XVII корпуса 5 -й русской армии, правофланговый XXI корпус 3-й русской армии обязан был с юга атаковать войсковую группу Иосифа Фердинанда и выполнить приказ начальника штаба Юго-Западного фронта генерала Алексеева .
 Однако, в течение всего дня 16/29 августа (день наиболее критический для 5-й русской армии генерала Плеве) XXI корпус бездействовал ; 69-я правофланговая пехотная дивизия по-прежнему стояла у Каменки Струмиловой , а 44 и 33 пехотные дивизии отдыхали на фронте Желехов — Задворье. 11-я кавалерийская дивизия выдвинулась к Теодорсгофу и вела разведку на Львов, вместо того чтобы быть направленной через Мосты Вельке в тыл группы эрцгерцога Иосифа Фердинанда.
В результате бездействия генерала Рузского был сорван план завершения окружения фланга 4-й австро-венгерской армии. 17/30 августа, «истекая кровью» (потери составили 30 тысяч, почти 25 % боевого состава), войска генерала Плеве отбивают все попытки австрийцев замкнуть окружение. Части XIX русского корпуса, взаимодействуя с 1-й и 5-й Донскими дивизиями, оттеснили «войска эрцгерцога Петра Фердинанда далеко назад». Победа командующего XIX русского корпуса генерала Горбатовского ликвидировала глубокий охват правого фланга главных сил 5-й русской армии и явилась результатом искусного маневра, состоявшего «именно в том, что Горбатовский, сняв свои войска с позиций перед Комаровым, собрал сильный кулак на своем правом фланге, который жестко ударил по австро-венграм». Перед Комаровым и в самом городе остались лишь арьергарды и часть санитарных учреждений. Арьергарды XIX русского корпуса, сдерживая наступление противника, отступили к востоку за город Комаров. Плеве запросил у Командующего армиями Юго-Западного фронта генерала Иванова разрешения отступить «на тот случай, если Рузский не окажет немедленного содействия»  : 3-я русская армия должна была войти в район к северу Львова на Мосты Вельке, далее на Раву-Русскую и примкнуть к левому флангу 5-й русской армии, образуя второй армейский уступ . Однако, Рузский упорствует «в своей идее ломить всеми своими силами на Львов», игнорируя приказ о движении к левому флангу 5-й русской армии. 18/31 августа он отдает приказ о переходе 3-й армии в наступление в западном направлении с целью отбросить противника ко Львову.  Военный историк Головин Н.Н. приводит следующую версию мотива  «непослушания» генерала Рузского .
 На захват Львова были ориентированы все помыслы оперативных разработок мирного времени штаба Киевского военного округа. В этом духе и велись доклады перед самой войной командующему войсками Киевского военного округа генералу Иванову. Вполне естественно, что это должно было оставить в нем некоторые следы. Подчиняясь громадному стратегическому авторитету генерала Алексеева, Иванов принял его идеи. Но он не был настолько убежден в них, чтобы из-за них идти на разрыв с генералом Рузским, бывшим его помощником по командованию войсками Киевского военного округа, и тем более с генералом Драгомировым (бывший начальник штаба Киевского военного округа). Поэтому Алексееву приходилось считаться с «непослушанием» Рузского , как с «данностью», изменить которую он был не в силах 
18/31 августа 5-я армия получила приказ начальника штаба Юго-Западного фронта генерала Алексеева о прекращении сражения на Томашовском поле и отходе в ночь на 19 августа ( 1 сентября) на три перехода к северу с тем, чтобы покинуть «позиционное», скованное состояние и вновь обрести возможность удара в правый фланг и тыл 1-й австро-венгерской армии.
В период Первой мировой войны армия приняла участие:
- Галицийская битва (лето 1914), в т.ч. Битва при Комарове
- Варшавско-Ивангородская операция (осень 1914)
- Лодзинская операция (осень 1914)
- боевые действия в Прибалтике (май-июнь 1915 г.) и Митаво-Шавельская операция (июль 1915 г.) [10][11][12][13][14][15]
- Виленская операция (осень 1915)[16][17][18][19]
- Бои на двинском направлении (август-октябрь 1915 г.)
- Нарочская операция Северного и Западного фронтов с 5 по 17 марта 1916 года[20]. 8-12 марта армия наносила удар силами 13-го, 28-го и 37-го армейских корпусов (две ударные группы под командованием генералов И. К. Гандурина и В. А. Слюсаренко) от Якобштадта на Поневеж. Прорвать оборону врага русские войска не смогли. Потери 5-й армии достигли 38 тыс.чел.
- Июльское наступление в ходе Летнего наступления 1917 г.[21]

## Командующие
- 19.07.1914-14.01.1915 — генерал от кавалерии Плеве, Павел Адамович
- 14.01.1915-08.06.1915 — генерал от инфантерии Чурин, Алексей Евграфович
- 08.06.1915-06.12.1915 — генерал от кавалерии Плеве, Павел Адамович
- 06.12.1915-04.08.1916 - генерал-лейтенант, с 10.04.1916 генерал от кавалерии Гурко, Василий Иосифович
- 14.08.1916-27.04.1917 — генерал от кавалерии Драгомиров, Абрам Михайлович
- 29.04.1917-17.05.1917 — генерал от инфантерии Слюсаренко, Владимир Алексеевич
- 17.05.1917-09.09.1917 — генерал от инфантерии Данилов, Юрий Никифорович
- 14.09.1917-13.11.1917 — генерал-лейтенант Болдырев, Василий Георгиевич
- 13.11.1917-??.01.1918 — генерал-лейтенант Суханов, Пантелеймон Григорьевич
- 01.1918-04.1918 — генерал-майор Зальф, Артур Августович